# Championnat national de tennis des États-Unis 1936
Pour un article plus général, voir US Open de tennis.
Résultats détaillés de l’édition 1936 du championnat de tennis US National qui est disputée du 3 au 12 septembre 1936.

## Palmarès
| Tableau          | Vainqueurs                             | Vainqueurs  | Score                    | Finalistes                            | Finalistes |
| ---------------- | -------------------------------------- | ----------- | ------------------------ | ------------------------------------- | ---------- |
| Simple dames     | Alice Marble                           | États-Unis  | 4-6, 6-3, 6-2            | Helen Hull Jacobs                     | États-Unis |
| Simple messieurs | Fred Perry                             | Royaume-Uni | 2-6, 6-2, 8-6, 1-6, 10-8 | Donald Budge                          | États-Unis |
| Double dames     | Marjorie Gladman Carolin Babcock Stark | États-Unis  | 9-7, 2-6, 6-4            | Helen Hull Jacobs Sarah Palfrey Cooke | États-Unis |
| Double messieurs | Donald Budge Gene Mako                 | États-Unis  | 6-4 6-2 6-4              | Wilmer Allison John Van Ryn           | États-Unis |
| Double mixte     | Alice Marble Gene Mako                 | États-Unis  | 6-3, 6-2                 | Sarah Palfrey Cooke Donald Budge      | États-Unis |

## Simple dames
|  |              |  |   |   |   |
|  | Finale       |  |   |   |   |
|  |              |  |   |   |   |
|  |              |  |   |   |   |
|  | Alice Marble |  | 4 | 6 | 6 |
|  | Alice Marble |  | 4 | 6 | 6 |
|  | Helen Jacobs |  | 6 | 3 | 2 |

## Double dames
|  |                                  |  |   |   |   |
|  | Finale                           |  |   |   |   |
|  |                                  |  |   |   |   |
|  |                                  |  |   |   |   |
|  | Marjorie Gladman Carolin Babcock |  | 9 | 2 | 6 |
|  | Marjorie Gladman Carolin Babcock |  | 9 | 2 | 6 |
|  | Helen Jacobs Sarah Fabyan        |  | 7 | 6 | 4 |

## Double mixte
|  |                           |  |   |   |  |
|  | Finale                    |  |   |   |  |
|  |                           |  |   |   |  |
|  |                           |  |   |   |  |
|  | Alice Marble Gene Mako    |  | 6 | 6 |  |
|  | Alice Marble Gene Mako    |  | 6 | 6 |  |
|  | Sarah Fabyan Donald Budge |  | 3 | 2 |  |